# Марк Ноний Арий Муциан Манлий Карбон
Марк Ноний Арий Муциан Манлий Карбон (на латински: Marcus Nonius Arrius Mucianus Manlius Carbo) е политик и сенатор на Римската империя. По времето на император Комод (177 – 192) той е вероятно суфектконсул.
Произлиза от фамилията Нонии от Бреша и Верона. Син е на Марк Ноний Макрин (суфектконсул 154 г.) и Ария Цезения Павлина (120 – 161 г.), дъщеря на Луций Цезений Антонин (суфектконсул 128 г.) и внучка на Ария Антонина, лелята на император Антонин Пий.
Баща е на Марк Ноний Арий Муциан (консул 201 г.), женен за Секстия Азиния Пола.